# Ero lawrencei
Ero lawrencei là một loài nhện trong họ Mimetidae.
Loài này thuộc chi Ero. Ero lawrencei được miêu tả năm 1966 bởi Unzicker.